# E. Brian Davies
Edward Brian Davies (* 13. Juni 1944 in Cardiff; † 2. Juni 2025) war ein britischer Mathematiker.

## Werdegang
Davies besuchte die Schule in Wales, wo sein Vater Mathematiklehrer war. Er studierte an der Universität Oxford, wo er 1965 seinen Abschluss machte und 1968 bei David Edwards promoviert wurde (Some problems in functional analysis). Er erhielt auch den Senior Mathematics Prize der Universität. 1968/69 war er am Institute for Advanced Study in Princeton und danach am Massachusetts Institute of Technology, bevor er wieder als Tutorial Fellow (St. John´s College) und ab 1973 als University Lecturer an die Universität Oxford zurückkehrte. Ab 1981 war er Professor am King’s College London wurde, wo er 1990 bis 1993 die Fakultät für Mathematik leitete, 1996 Fellow des King’s College wurde und 2010 emeritierte.
Er ist vor allem für Arbeiten zur Spektraltheorie mit Anwendungen in der Quantenmechanik bekannt und befasste sich unter anderem mit nicht selbst-adjungierten Operatoren, Eigenwerten von Graphen und elliptischen partiellen Differentialoperatoren. Er befasste sich aber auch mit Wissenschaftsgeschichte und Wissenschaftsphilosophie und verfasste populärwissenschaftliche Bücher. In Science through the looking glass wendete er sich gegen eine platonische Auffassung der Mathematik und äußerte sich skeptisch darüber, mit mathematischen Methoden zu einem vollständigen Verständnis der Natur oder der menschlichen Umwelt zu gelangen.
Er war 1983 bis 1990 Gründungs-Herausgeber der London Mathematical Society Student Texts und gründete 2010 die Zeitschrift Journal of Spectral Theory der European Mathematical Society. 1995 wurde er Fellow der Royal Society. 1998 erhielt er den Senior Berwick Prize der London Mathematical Society, deren Präsident er 2008 bis 2009 war. 
2010 hielt er die Gauß-Vorlesung (Platonism in Science and Mathematics), 2011 wurde er mit dem Pólya-Preis ausgezeichnet.

## Schriften
- Quantum theory of open systems, Academic Press 1976
- One Parameter Semi-Groups, Academic Press, London Mathematical Society Monographs, 1980
- Heat kernels and spectral theory, Cambridge Tracts in Mathematics, Band 92, Cambridge University Press 1989
- Spectral theory and differential operators, Cambridge University Press 1995
- mit Y. Safarev Spectral theory and geometry, London Mathematical Society Lecture Notes, Band 273, Cambridge University Press 1999
- Linear operators and their spectra, Cambridge University Press 2007
- Science in the looking glass: what do we really know ?, Oxford University Press 2003
- Why Beliefs matter, Oxford University Press 2010